# Silla Hill
Der Silla Hill ist ein 200 m hoher Hügel auf King George Island im Archipel der Südlichen Shetlandinseln. Auf der Barton-Halbinsel ragt er unmittelbar südlich des Araon Valley auf.
Südkoreanische Wissenschaftler benannten ihn nach dem Silla, einem der Drei Reiche von Korea, das von 57 v. Chr. bis 935 bestand.